# Afristivalius nigeriensis
Afristivalius nigeriensis är en loppart som först beskrevs av Jordan 1938.  Afristivalius nigeriensis ingår i släktet Afristivalius och familjen Stivaliidae. Inga underarter finns listade i Catalogue of Life.